# Miguel Migs

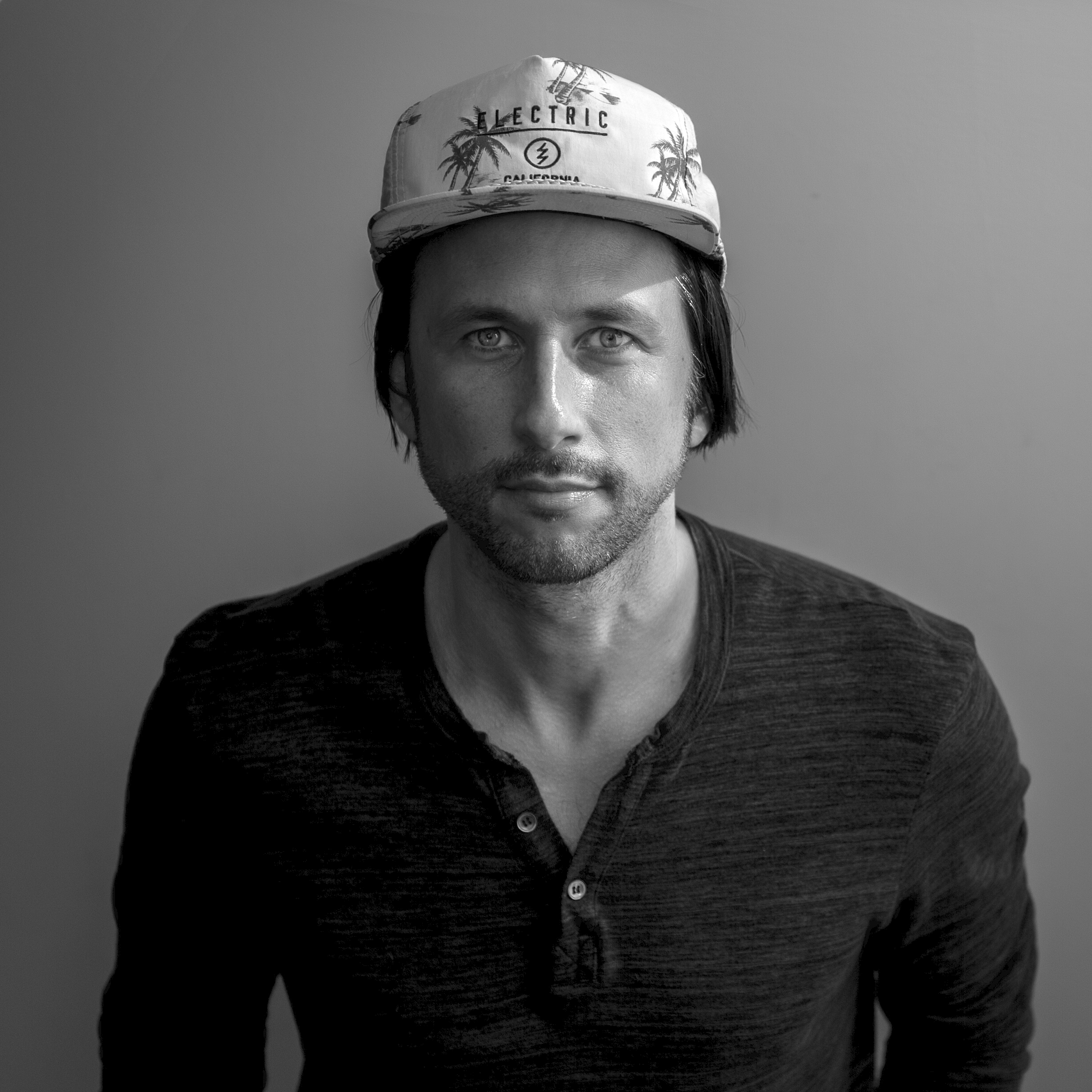
Miguel Migs

Miguel Migs (echte naam Miguel Steward), ook wel Petalpusher is een deep house DJ en producer uit San Francisco, Californië.
Migs begon zijn muzikale carrière toen hij 18 jaar oud was, als gitarist en songwriter voor een uit Santa Cruz (Californië) afkomstige band genaamd Zion Sounds.
De band viel uiteen halverwege de jaren 90, maar Zion Sounds Afrikaanse en Jamaicaanse stijl heeft een grote invloed gehad op de stijl die hij tegenwoordig maakt.
Toen de band uiteenviel ging Migs meer in de elektronische muziek zoeken.
Migs heeft meer dan 100 remixen gemaakt, ook voor bekende artiesten, waaronder: Britney Spears, Macy Gray en Lionel Richie.
In 1998 heeft Migs samen met Naked Music-directeur Bruno Ybarra een platenlabel opgericht genaamd Transport Recordings.
Later richtte hij een meer succesvolle platenlabel op, genaamd Salted Music.

## Discografie

### DJ Mixes
- 1999: Nude Dimensions 1
- 2001: Nite: Life 03
- 2002: Nude Tempo One
- 2003: In The House: West Coast Sessions
- 2003: Southport Weekender
- 2004: Nite: Life 020
- 2004: 24th Street Sounds
- 2005: House of Om Presents: Get Salted, Volume 1
- 2007: Coast2Coast
- 2009: Get Salted Volume 2

### Albums
- 2002: Colorful You
- 2007: Those Things
- 2008: Those Things Remixed
- 2011: Outside The Skyline
- 2014: Dim Division

### Singles
- 1998: The Mercury Lounge
- 1999: Future Flight
- 1999: Hardnights (met Marc Jellybear)
- 1999: Summer Spectrum (met DJ Rasoul)
- 1999: The Fog City
- 1999: The Night Affair
- 1999: The Roundtrip
- 1999: True Formula (met DJ Rasoul)
- 1999: Very Chic (met Marc Jellybear)
- 2000: Find What's Mine
- 2000: Inner Excursions
- 2000: Take Me To Paradise
- 2001: Friend Of The Blues (met Jay-J)
- 2001: Mi Destino
- 2001: The Soul Selecta
- 2001: Underwater Sessions
- 2002: Dreaming
- 2002: Dubplate Sessions
- 2004: City Sounds Trilogy